# أعمر الزاهي
عمار الزاهي، اسمه الحقيقي عمار آيت زاي ولد في 1 يناير 1941 بإبودرارين، سابقا من منطقة عين الحمام، دائرة بني يني ولاية تيزي وزو، وتوفي في 30 نوفمبر 2016 بالجزائر العاصمة، هو مغني وملحن ومؤدي موسيقى الشعبي جزائري. يستخدم بشكل رئيسي المندول في تسجيلاته وأعماله.

## سيرة
ولد الزاهي في عين الحمام وهي قرية بمنطقة القبائل وذلك في 1 يناير 1941 ثم انتقل إلى القصبة وهو صغير.

أثناء استماعه لبوجمعة العنكيس في الستينيات، كان يحب الشعبي. علم نفسه بنفسه، وتعلم الشعبي أثناء عمله.
وكان محظوظاً بأن يضم في فرقته الموسيقية، منذ خمسة عشر عاماً، موسيقياً موهوباً نقل إليه عدة قيادات، أبرزهم الشيخ قدور باختوبجي الذي بدأ العمل معه عام 1964.
يعود تاريخ أول تسجيل له إلى عام 1968، وكانت يا جاهل للشاب ويا الدرع أول أغنيتين في أول 45 دورة في الدقيقة له. الموسيقى وكلمات الأغنية كانت من تأليف محبوب باتي. في عام 1971 سجل ثلاث 45 ثانية وفي عام 1976 سجل اثنتين 33 ثانية. هناك ثلاث أغنيات في الراديو وأربع أغنيات أخرى في التلفزيون.
عاد للظهور مرة أخرى في 10 فبراير 1987 في حفل بقاعة ابن خلدون بالجزائر العاصمة ليتلاشى مرة أخرى. اختفى عمليا من الساحة الفنية منذ الثمانينيات و بدلاً من ذلك، كان يؤدي في أماكن مفتوحة مثل المقاهي والمدرجات، ومعظمها خلال التجمعات العائلية. وعلاوة على ذلك، فقد رفض وسائل الإعلام ورفض عمليات التحقق من حق المؤلف، لقد كان شاعرا وموسيقي شعبي في الجزائر.
توفي في 30 نوفمبر 2016. وعندما أُعلن عن وفاته، توجه عز الدين ميهوبي وزير الثقافة الجزائري إلى منزله لتكريمه. أقيمت جنازته في اليوم التالي، 1 ديسمبر. ودفن بمقبرة القطار.
وقد أشاد به عبد القادر تشاو وكامل عزيز خلال عرض على شرفه بمعهد العالم العربي يوم 3 ديسمبر 2016 بباريس.

## حياته الشخصية ووفاته
عاش الزاهي حياة زهيدة، لم يكن متزوجا ولم يكن له أطفال، توفي الزاهي في 30 نوفمبر/ تشرين الثاني 2016، بعد وفاته، زار عز الدين ميهوبي، وزير الثقافة الجزائري منزله، حيث أقيمت جنازته في مسجد في اليوم التالي وذلك في 1 ديسمبر / كانون الأول، ودفن في مقبرة القطار بالجزائر العاصمة، وقد حصل على احتفال تكريمي له، مع عروض عبد القادر شاعو وكمال عزيز، وذلك في معهد العالم العربي في باريس، فرنسا وذلك بتاريخ في 3 ديسمبر / كانون الأول 2016.

## أغانيه
- يا رب العباد.
- زينوبة وأغاني أخرى من التراث الجزائري والمغاربي أبرزها (الحراز) للشيخ المكي المغربي.
- غدر كاسك يا نديم - المعيوبة - يا ضيف الله - الكاوي - ما تسمع غير كوب وارا - الجافي - الفرجية - يوم الخميس - يوم الجمعة - يا محل الجود
- يا العذراء في سنة 1968،
- زينوبة
- المقنين الزين في حدود سنة 1999.

## وصلات خارجية
- أعمر الزاهي على موقع ميوزك برينز (الإنجليزية)
- أعمر الزاهي على موقع ديسكوغز (الإنجليزية)

- مقطع لأعمر الزاهي من موقع يوتيوب على يوتيوب